# Campo santo
En campo santo (ital.) er en hellig mark eller ager,
i Italien et almindeligt navn på kirkegårde, særlig
på dem, der er omgivet af mure med indvendige buegange. 
Camposanto Monumentale i Pisa er den mest berømte campo santo; dens buegange stammer fra den senere middelalder og er smykket med berømte fresker, blandt andet Dødens Triumf, og med skulpturer. 
Anlægget blev svært beskadiget ved et bombardement under 2. verdenskrig.
Ved de italienske storbyer Neapel, Genova, Milano og Bologna fyldes campo santo'erne med kostbare marmorgravmæler.

## Galleri
| Fra Camposanto Monumental i Pisa                          |
| - Indre gård - Buegang - Før ødelæggelsen - Foto ca. 1900 |